# Культура Зимбабве
Древнейшими памятниками культуры в Зимбабве являются бушменские росписи в горах Матопос. В пещере Бамбата найдены первые в мире «карандаши» — палочки из гематита для рисования. Наибольшей известностью пользуются памятники «Великого Зимбабве». Для неё характерны монументальные каменные сооружения с башнями высотой 15 метров и стенами почти 10-метровой высоты, сотни рудников глубиной до 40 метров, в которых когда-то добывали золото. На основе этой культуры сложилось мощное раннегосударственное образование машона — Мономотапа (XII—XVII вв.). Это был важный торговый и культурный центр. Здесь была развита торговля золотом, изготавливались полихромные сосуды и чаши, железные изделия, медные украшения.
В Национальной галерее Зимбабве (основана в 1957 году) представлены, как произведения местных художников, например Джона Таквиры, Джорама Мариги, Джозефа Муссондо, так и коллекция западно-европейской живописи XV—XVII веков.